# Aplomya latimana
Aplomya latimana är en tvåvingeart som beskrevs av Villeneuve 1934. Aplomya latimana ingår i släktet Aplomya och familjen parasitflugor. Inga underarter finns listade i Catalogue of Life.